# O-Ksylen
o-Ksylen – organiczny związek chemiczny, węglowodór aromatyczny, jeden z trzech izomerycznych ksylenów. Jest to pochodna benzenu zawierająca dwie grupy metylowe przyłączone do pierścienia w położeniu orto (1,2).
Jest otrzymywany poprzez destylację mieszaniny izomerów ksylenu (o-ksylenu, m-ksylenu i p-ksylenu). Rozpuszcza się w rozpuszczalnikach niepolarnych, np. w węglowodorach aromatycznych.
Jest stosowany do produkcji bezwodnika ftalowego:
Utlenianie katalityczne o-ksylenu prowadzone w fazie gazowej w temp. 300–400 daje bezwodnik ftalowy praktycznie ilościowo.